# 年上彼女
『年上彼女』（おねカノ）は、MARUTAによる日本の成人漫画。限定版オーディオドラマDVD付きとして販売された。

## ハツコイノオト
ストーリー
邦彦には、長年想いを寄せている2歳年上の幼馴染・遥がいた。そんな彼女が気になってしょうがない邦彦は、親友の池本に胸の内を明かすことにした。そして、彼の言われた通りに「遥の弱点を攻める」ことにした。
登場人物
邦彦（くにひこ）
本編の主人公。高校1年生。174センチメートル。
目つきが悪い男子高校生。常に不機嫌で斜に構えた態度を取る。しかし、遥を想う気持ちは本物。
遥（はるか）
本編のヒロイン。高校3年生。162センチメートル。
邦彦より2歳上の幼馴染。家も隣同士という間柄。少々ぽっちゃりした体型の天然巨乳っ子。

## シツレンノオト
ストーリー
校内でもイケメンとして有名な池本と付き合っている亜衣であるが、彼女には人には言えないある悩みがあった。
登場人物
亜衣（あい）
本編のヒロイン。高校2年生。身長164センチメートル。ポニーテールと痩せ型が特徴。かなり勝気な性格。
池本と密かに交際しており、すでに初体験済み。日常的に彼のアブノーマルな性的嗜好に悩まされている。
池本（いけもと）
高校2年生。身長177センチメートル。
邦彦とは小学校以来の親友。眼鏡をかけたイケメンだが、成績は普通。女子の扱いに長けている。実は極度のドSで、アブノーマルなセックスを好む。
後日談では、亜衣と別れた後も3年の女子と交際している。

## 空蝉
ストーリー
両親が交通事故で他界し、田舎いる叔母夫婦の家に居候となった青田兄妹であるが、叔母たちからはあまり歓迎されておらず、新しく通うこととなった学校でも、毎日のようにいじめを受け続けるになった。
登場人物
青田優次郎（あおた ゆうじろう）
本編の主人公。浮世離れした美少年。身長170センチメートル。毎日、同級生たちの男子から嫌がらせを受けている。
鏑木志麻（かぶらぎ しま）
本編のヒロイン。優次郎の同級生。身長163センチメートル。性に対して奔放な性格。
青田絵理子（あおた えりこ）
本編のもう1人のヒロイン。優次郎の双子の妹。身長170センチメートル。
園子（そのこ）
学級委員。眼鏡とお下げ髪が特徴。身長156センチメートル。

## 書誌情報
- MARUTA『年上彼女』（2014年11月15日発売） ISBN 978-4-7995-0318-8